# Down in the River to Pray
Down in the River to Pray é uma canção Americana do género teológico, identificada como sendo canção popular cristã, canção espiritual afro-americana, uma canção do género música Appalachian ou gospel.
As origens exatas da música são desconhecidas. Pesquisas sugerem que ela foi composta por um escravo afro-americano.

## Canção Histórica

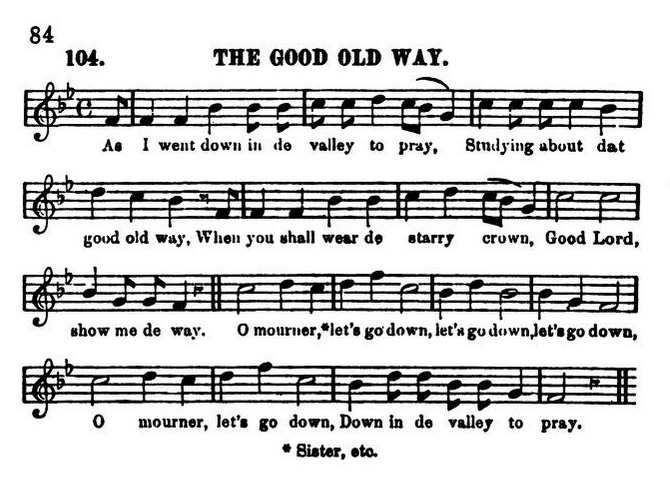
Partitura da música "The Good Old Way"

A primeira versão conhecida da canção, intitulada "The Good Old Way" foi publicada em Slave Songs dos Estados Unidos em 1867. A música (# 104) é creditada a "Mr. G. H. Allan" de Nashville, Tennessee, que era provavelmente o transcritor, e não o autor.
De acordo com algumas fontes, a canção foi publicada em The Southern Harmony e Musical Companion em 1835, décadas antes do esforço para reunir e publicar as canções espirituais de origem afro ganharem força na Era da Reconstrução. Há, de fato, uma música chamada "The Good Old Way" no Hinário da Harmonia do Sul. Essa música, no entanto, é um hino Manx com uma melodia e letras completamente diferentes. As letras começam da seguinte forma:
Levante suas cabeças, amigos de Immanuel
E provar o prazer que Jesus envia
Não deixe que nada atrapalhe
Mas apresse-se no bom e velho caminho
Outra versão, intitulada "Come, Let Us All Go Down", foi publicada em 1880 em The Story of the Jubilee Singers; Com suas canções, um livro sobre os cantores do Jubileu Fisk. Essa versão também se refere a um vale e não a um rio.

## Significado Social
Em algumas versões, "no rio" é substituído por "para o rio". A frase "no rio" é significativa por duas razões. A razão mais óbvia é que a música tem sido frequentemente cantada em batismos ao ar livre (como o batismo de imersão total). Outra razão é que muitas músicas escravas continham mensagens codificadas para escapar. Quando os escravos escapavam, eles andavam no rio porque a água cobria seu cheiro dos cães caçadores de escravos. Da mesma forma, a "coroa estrelada" poderia se referir a navegar sua fuga pelas estrelas. E "Bom Deus, mostre-me o caminho" poderia ser uma oração pela orientação de Deus para encontrar a rota de fuga, comumente conhecida como "a Estrada de Ferro Subterrânea".